# 좡다페이
좡다페이(중국어 간체자: 庄达菲, 정체자: 莊達菲, 병음: Zhuāng Dáfēi, 한자음: 장달비, 2001년 2월 28일 ~ )는 중국의 배우이다.

## 출연작

### 드라마
- 2016년 CCTV-8 황금강당극장 《진심상양니행복》 - 한한 역
- 2018년 산둥 위성 텔레비전 화양극장 《청춘연애》 - 멍쉬에 역
- 2019년 유쿠 웹드라마 《니시아안중적산천화해양》 - 샤루이닝 역
- 2020년 텐센트 웹드라마 《삼생삼세 침상서》 - 결록 역
- 2020년 유쿠 웹드라마 《아적자위여해》 - 한페이 역
- 2020년 망고 TV 웹드라마 《아재불요화니주붕우니》 - 리진부 역
- 2020년 망고 TV 웹드라마 《타화타적연애극본》 - 뤄카이화이 역
- 2022년 텐센트 웹드라마 《이진제연애》 - 저우린린 역
- 2022년 아이치이 웹드라마 《요곤광화》 - 백천 역
- 2023년 아이치이 웹드라마 《춘가소저시송사》 - 춘도미 역
- 2023년 망고 TV 웹드라마 《백일몽아》 - 린위징 역